# Pak Ok-Song
Pak Ok-Song (16 de octubre de 1984) es una deportista norcoreana que compitió en judo. Ganó dos medallas en el Campeonato Asiático de Judo en los años 2007 y 2008.

## Palmarés internacional
| Campeonato Asiático | Campeonato Asiático  | Campeonato Asiático | Campeonato Asiático |
| Año                 | Lugar                | Medalla             | Categoría           |
| ------------------- | -------------------- | ------------------- | ------------------- |
| 2007                | Kuwait (Kuwait)      | Medalla de bronce   | –48 kg              |
| 2008                | Jeju (Corea del Sur) | Medalla de plata    | –48 kg              |